# Bill & Ted Face the Music
Bill & Ted Face the Music è un film del 2020 diretto da Dean Parisot.
Commedia fantascientifica di produzione statunitense, seguito di Un mitico viaggio (Bill & Ted's Bogus Journey) del 1991 diretto da Peter Hewitt.

## Trama
Bill e Ted sono diventati entrambi padri. Un giorno, ricevono la visita di un messaggero che proviene dal futuro che gli chiede di creare un brano musicale di successo. Se ciò non avvenisse, sarebbe in pericolo la sopravvivenza del genere umano.